# ヒルベルト・ローマン
ヒルベルト・ローマン（Gilberto Roman、1961年11月29日 - 1990年6月27日）は、メキシコの男性プロボクサー。バハ・カリフォルニア州メヒカリ出身。身長160cm。元WBC世界スーパーフライ級王者。WBC王座を2度獲得、通算11度の防衛を成し遂げた。

## 来歴
1980年、メキシコ代表としてモスクワオリンピックボクシングフライ級に出場し、準々決勝で敗退した。
1981年8月29日、プロデビュー。7連続KOをマークし注目を浴びる。
1985年1月1日、元WBC世界フライ級王者アントニオ・アベラル（ メキシコ）と対戦し、5回反則負け。3月30日に再戦を行い、7回TKO勝ち。
1986年3月30日、世界戦12連勝を果たしていたWBC世界スーパーフライ級王者渡辺二郎（ 日本／大阪帝拳）に挑戦し、3-0の判定勝ちで王座を獲得した。
1986年8月30日、WBA世界フライ級王座を返上して試合に臨んだサントス・ラシアル（ アルゼンチン）と対戦し、1-1の判定ドローで3度目の防衛に成功。ラシアルの2階級制覇を阻止した。
1987年3月20日、元WBC世界フライ級王者フランク・セデニョ（ フィリピン）と対戦し、3-0の大差判定勝ちで6度目の防衛に成功。セデニョの2階級制覇を阻止した。
1987年5月16日、7度目の防衛戦でサントス・ラシアルと再戦し、11回TKO負けで王座から陥落した。
1988年4月8日、ラシアルからWBC世界スーパーフライ級王座を奪取したシュガー・ベビー・ロハス（ コロンビア）に挑戦し、3-0の判定勝ちで王座に返り咲いた。
1988年7月9日、川越市民体育館で挑戦者内田好之（ 日本／上福岡）と対戦。4回にダウンを奪われるも、5回に2度のダウンを奪いTKO勝ちで初防衛に成功した。この試合は埼玉県で行われた初めての世界タイトルマッチとなった。
1988年9月4日、名古屋市総合体育館で挑戦者畑中清詞（ 日本／松田）と対戦。1回にダウンを奪うもローブローで減点を受け、3回にもローブローで減点を受けたが、以降は優勢に試合を進め、3-0の判定勝ちで2度目の防衛に成功した。
1988年11月7日、シュガー・ベビー・ロハスと再戦し、3-0の判定勝ちで3度目の防衛に成功した。
1989年9月12日、サントス・ラシアルとラバーマッチで対戦し、3-0の判定勝ちで5度目の防衛に成功した。
1989年11月7日、6度目の防衛戦でナナ・コナドゥ（ ガーナ）と対戦し、0-3の大差判定負けで王座から陥落した。
1990年6月9日、コナドゥからWBC世界スーパーフライ級王座を奪取した文成吉（ 韓国）に挑戦し、8回終了時TKO負けで王座返り咲きならず。この試合が最後の試合となった。
1990年6月27日、自動車事故により死亡した。

## スタイル
軽快なフットワークと防御に長けた技巧派であった。パンチは非力ながら、シャープな連打で巧みに相手を追い込むことで、54勝中35のKOをマークしている。

## 獲得タイトル
- 第6代WBC世界スーパーフライ級王座（防衛6度）
- 第9代WBC世界スーパーフライ級王座（防衛5度）